# Sigismund Neukomm
Sigismund Neukomm o Sigismund Ritter von Neukomm [després de ser nomenat cavaller] (Salzburg, 10 de juliol de 1778 – París, 3 d'abril de 1858) fou un compositor i pianista austríac, avui pràcticament desconegut però d'enorme prestigi en la seva època.
Deixeble de Haydn, que el tractà paternalment, residí a Viena fins al 1806, passant llavors a Estocolm, on fou elegit soci de l'Acadèmia i d'allà a Sant Petersburg per encarregar-se de la direcció del teatre alemany. Després d'una curta estada, es traslladà a París, i fou pianista de Talleyrand, al que acompanya a Viena el 1814. El 1816 acompanyà al duc de Luxemburg sent nomenat mestre de capella de la cort i retornant a Europa el 1824, en esclatar la revolució. Entrà de nou al servei de Talleyrand i després viatjà per Itàlia, Països Baixos, Anglaterra i Algèria.
Neukomm va tenir una llarga vida, és cert, però si es té en compte que gran part d'aquests els emprà en viatjar, sembla increïble el nombre de les obres que produí i que comprèn:
- 5 oratoris en alemany i 2 en anglès;
- 15 misses;
- 2 Te Deum;
- 5 cantates religioses;
- 2 servicis complets;
- 17 salms a una veu en alemany, 10 en anglès, 7 en italià i 4 en llatí;
- 10 salms a diverses veus diverses veus en llatí, 2 en rus, i 18 en anglès;
- 10 òperes alemanyes;
- 3 escenes dramàtiques italianes;
- 2 oratoris;
- 200 romances en alemany, francès, anglès i italià;
- Duets, trios, cors, 7 fantasies;
- 1 Simfonia, quartets per a instruments de corda;
- 1 concert;
- 10 sonates;
- 9 temes variats per a piano i 57 peces per a orgue.

Aquestes obres escrites en un correcte estil i gens desproveïdes d'interès, tingueren una efímera vida.
El seu nebot Edmund, nascut a Rouen el 1840, fou col·laborador de diversos diaris musicals, i publicà les següents obres: Histoire du Freichütz (París, 1867), i Trois fours à Rouen (París, 1875).